# Powiat Tucholski
Der Powiat Tucholski ist ein Powiat (Kreis) in der polnischen Woiwodschaft Kujawien-Pommern. Der Powiat hat eine Fläche von 1075,27 km², auf der etwa 48.400 Einwohner leben.

## Gemeinden
Der Powiat umfasst sechs Gemeinden, davon eine Stadt-und-Land-Gemeinde und fünf Landgemeinden.

### Stadt-und-Land-Gemeinde
- Tuchola (Tuchel)

### Landgemeinden
- Cekcyn (Polnisch Cekzin)
- Gostycyn (Liebenau)
- Kęsowo (Kensau)
- Lubiewo (Lubiewo)
- Śliwice (Groß Schliewitz)